# Dieselpunk

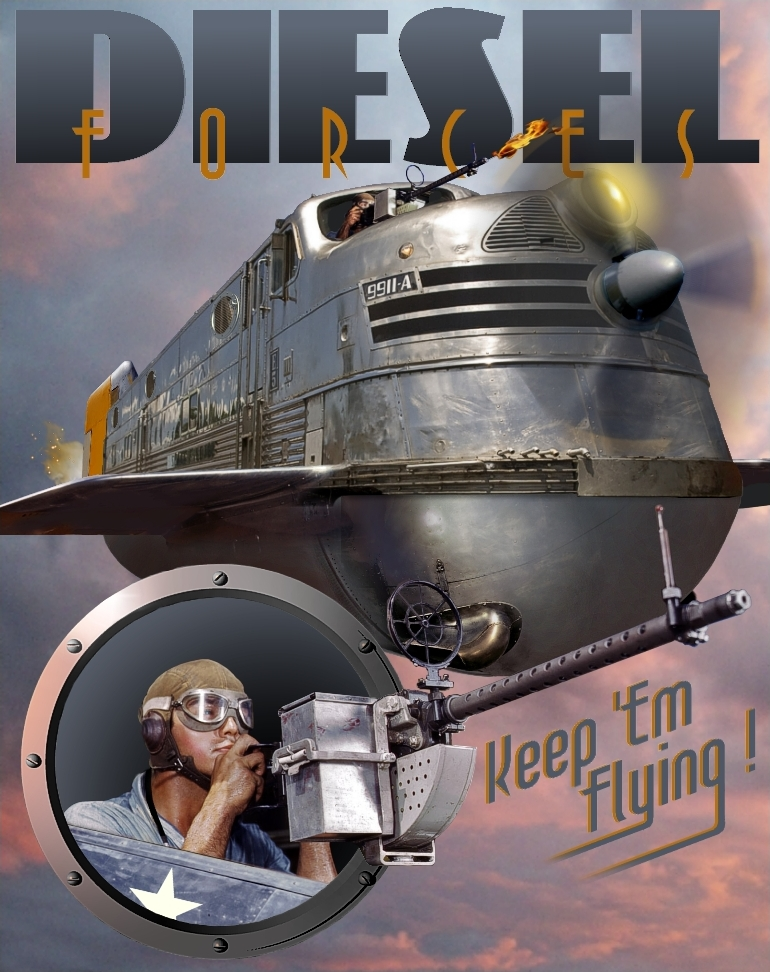
Dieselpunkový plakát

Dieselpunk je retrofuturistický subžánr science fiction, který kombinuje estetiku meziválečného období a zejména technologie založené na naftových motorech s retrofuturistickou technologií a postmoderním cítěním. Častým motivem dieselpunkových děl je alternativní historie druhé světové války. Příklady děl označovaných za dieselpunková jsou filmová série Indiana Jones nebo videohra Return to Castle Wolfenstein.